# Estádio da Rua Paysandu
O Estádio da Rua Paysandu, foi um campo de futebol, ainda sem estrutura de cimento como os estádios, localizado na cidade do Rio de Janeiro, Brasil. Foi o primeiro campo em que a equipe de futebol do Flamengo mandou oficialmente os seus jogos.
O campo, gramado cercado por arquibancadas de madeira, ficava localizado na Rua Paissandu. Sua característica principal era em seus arredores existirem várias palmeiras centenárias.

## História do campo
O campo tinha o Paissandu Atlético Clube como mandante em amistosos e jogos não oficiais até 1914, quando este abandona a prática oficial do futebol. Com isso, a família Guinle, dona do campo, o alugou ao Clube de Regatas do Flamengo, que por lá mandou seus jogos de 1915 a 1932.
O Flamengo surgiu em 15 de novembro de 1895, como clube de regatas, e só adotou a prática do futebol a partir de 1912. Da sua primeira partida oficial, em 3 de maio de 1912, até 31 de outubro de 1915, o Flamengo não teve estádio de futebol próprio, e mandava seus jogos nos campos do Botafogo, em General Severiano, e do Fluminense, nas Laranjeiras.
A primeira partida oficial do Flamengo no estádio foi contra o Bangu Atlético Clube, pelo Campeonato Carioca de 1915.
Em 1917, o estádio chegou a receber um jogo amistoso da Seleção Brasileira, que derrotou por 2 a 1 o Barracas da Argentina.
O campo da rua Paysandu foi também o local do primeiro jogo do Fluminense Football Club, que venceu o Rio Football Club por 8 a 0 em amistoso disputado no dia 19 de outubro de 1902.
Os maiores públicos do Estadio foram Flamengo 0 a 3 Fluminense, em 23 de junho de 1918 e Flamengo 1 a 3 Fluminense, em 24 de agosto de 1919; ambas as partidas registraram 15.000 presentes.
Em 25 de setembro de 1932, dois anos após o prazo de usufruto concedido pelos proprietários, o Flamengo disputou a sua última partida no estádio (vitoria sobre e o Sport Club Brasil (RJ) por 5 a 0). O clube devolveu o terreno, e voltou a utilizar os estádios dos alvinegros e tricolores, até 4 de setembro de 1938, quando inaugurou o Estádio da Gávea.

## Histórico

### Primeira partida do Flamengo
Data: 31/10/1915

Competição: Campeonato Carioca - 2º Turno

Estádio: Rua Paysandu

Jogo: Flamengo 5–1 Bangu

Time: Baena, Píndaro, Nery, Curiol, Sidney Pullen, Galo, Arnaldo, Gumercindo, Borgerth, Riemer e Paulo Buarque

Gols do Flamengo: Riemer(2), Arnaldo, Gumercindo e Paulo Buarque

Obs.: Flamengo Campeão.
1ª Obs: O Flamengo conquistou o campeonato carioca invicto.
2ª Obs: Vários órgãos da imprensa noticiam que o primeiro jogo foi em 04/06/1916 - Flamengo 3 a 1 São Bento (SP), data que a família Guinle arrenda o estádio oficialmente para o clube, porém anteriormente o Flamengo já havia realizado dois jogos : 5 a 1 no Bangu em 31/10/1915 e 4 a 1 no Fluminense em 13/05/1916.

### Última partida do Flamengo
C.R. Flamengo 5–0 Brasil (RJ)

Campeonato Carioca - 2º Turno

Data: 25/09/1932

Estadio: Rua Paysandu - Rio de Janeiro

Time: Fernandinho, Moisés, Bibi, Rubens, Flavio Costa, Luciano, Adelino, Flavio II, Darci, Nelson e Cassio.

Gols: Nelson, Adelino, Bianco(contra), Flavio e Darci.

## Estatísticas
Estatísticas do Flamengo no estádio
|       | Partidas | Vitórias | Empates | Derrotas |
| Total | 172      | 99       | 29      | 44       |